# Bengt Liljeblad
Bengt Liljeblad, född 8 april 1834 i Skånings-Åsaka församling, Skaraborgs län, död 7 januari 1882 i Norrköpings Sankt Olai församling, Östergötlands län, var en svensk präst.

## Biografi
Bengt Liljeblad föddes 1834 i Skånings-Åsaka socken. Han var son till arbetskarlen Anders Olofsson och Maria Larsdotter. Liljeblad studerade i Skara och blev höstterminen 1852 student vid Uppsala universitet. Han avlade vårterminen 1856 teoretisk teologisk examen och befriades från att göra praktisk teologisk examen. Liljeblad prästvigdes 29 april 1867 i Uppsala för Skara stift till tjänstgöring i Stockholm. Han blev 4 januari 1868 lärare vid Allmänna institutet för dövstumma och blinda, 30 juni 1869 lärare och predikant vid institutet och 31 mars 1870 tillika rektor vid institutet. Liljeblad avlade 1871 pastoralexamen i Skara och blev 19 april 1872 kyrkoherde i Norrköpings S:t Olofs församling och Norrköpings Sankt Johannes församling, tillträdde samma år. Han avträdde befattningen som kyrkoherde i S:t Johannes församling 1879. Liljeblad blev 29 juli 1874 ordförande i Norrköpings gemensamma kyrkostämma och kyrkonämnd. Han blev 21 januari 1878 tjänstgörande extra ordinarie hovpredikant och 16 oktober 1878 kontraktsprost i Norrköpings kontrakt. Liljeblad avled 1882 i Norrköping.
Liljeblad var ledamot av sällskapet Pro fide et christianismo.

### Familj
Liljeblad gifte sig 2 september 1873 med Cecilia Agnes Berg (född 1853), dotter till ordningsmannen Carl Erik Berg vid Frimurarbarnhuset i Stockholm och Petronella Gustava Hedberg. De fick tillsammans barnen majoren Anders Erik Liljeblad (1874–1901) i Argentina, husmodern Agnes Katarina Liljeblad (född 1875) på Ållestad, kartografen Per Tor Magnus Liljeblad (född 1876), Agnes Maria Liljeblad (född 1878) som var gift med professorn Ivar Fredholm i Stockholm, Agnes Margareta Liljeblad (född 1879) som var gift med stadsingenjören John Christer Enberg i Stockholm, Agnes Anna Karolina Liljeblad (född 1881) som var gift med disponenten Matts Bruno och Agnes Elsa Petronella Liljeblad (född 1882) som var gift med prästen August Lindh.